# Klestiata
Klestiata (ros. Клестята) – wieś (dieriewnia) w Rosji, w Kraju Permskim, w rejonie permskim. W 2010 liczyła 179 mieszkańców.